# Provikar
Der Titel Provikar ist ein kirchlicher Ehrentitel für verdiente Priester, der vom Bischof verliehen wird. Ein Provikar ist, vergleichbar mit einem Generalvikar, der Stellvertreter des Bischofs.

## Provikar Carl Lampert
Ein bekannter Provikar war Carl Lampert aus der Diözese Innsbruck. Er wurde im Jahre 1944 zum Opfer der nationalsozialistischen Diktatur in Deutschland, da er sich im Widerstand gegen das NS-Regime engagiert hatte und für christliche Werte eingetreten war. Seine Seligsprechung erfolgte 2011 in der österreichischen Stadt Dornbirn.
Siehe auch: Vikar, Generalvikar, Bischofsvikar